# EuroSIC
Dieser Artikel wurde aufgrund inhaltlicher und/oder formaler Mängel auf der Qualitätssicherungsseite des Portals Wirtschaft eingetragen. 
Du kannst helfen, indem du die dort genannten Mängel beseitigst oder dich an der Diskussion beteiligst.
euro Swiss Interbank Clearing ist das Schweizer Zahlungssystem für die Abwicklung von Zahlungen in Euro. Über 150 Finanzinstitute aus der Schweiz und aus anderen europäischen Ländern nutzen diese Schnittstelle zu den Euro-Zahlungssystemen der EU-Länder. Die Schweiz verfügt dank euroSIC auch als nicht EU-Mitglied über eine Schnittstelle zu den europäischen Finanzplätzen. euroSIC verlinkt zum TARGET2-Grossbetragssystem der Mitgliedsländer der Eurozone sowie zum deutschen und zum paneuropäischen Massenzahlungssystem EMZ und STEP2. Teilnehmer am Euro-Zahlungssystem haben somit eine schnelle Verbindung in Echtzeit mit allen Finanzinstituten in der EU und im EWR. Umgekehrt ermöglicht euroSIC den EU/EWR-Banken, Euro-Transaktionen mit den euroSIC-Teilnehmern abzuwickeln.
euroSIC zeichnet sich durch ein aktuelles Online-Liquiditätsmanagement aus und überprüft automatisch, ob eine eingegebene Zahlung gedeckt ist. Alle Teilnehmer verfügen über ein Verrechnungskonto, welches das Euro-Zahlungssystem täglich über ein Girokonto bei der Swiss Euro Clearing Bank (SECB) abgleicht. Nur wenn bei dieser Kontrolle die nötige Deckung vorhanden ist, führt euroSIC eine Transaktion unwiderruflich und final durch. Andernfalls hält das System die Euro-Zahlung in einer Wartedatei so lange pendent, bis eine Liquiditätszufuhr genügend Deckung aufweist. Der Zahlungsempfänger kann sofort ohne Kredit- und Liquiditätsrisiken über den vergüteten Betrag verfügen.
Die euroSIC-Teilnehmer geben an Bankwerktagen rund um die Uhr online Transaktionen in Auftrag. Das Euro-Zahlungssystem überprüft 24 Stunden am Tag, ob die erforderliche Deckung besteht, verrechnet den Betrag nach positiver Prüfung und leitet ihn weiter. Für euroSIC hat eine Woche fünf Tage: Transaktionen vom Wochenende erhalten als Verrechnungsdatum den folgenden Montag. Im Vergleich zu Kalendertagen verläuft der euroSIC-Clearingtag zeitverschoben. Er dauert von ca. 18.25 Uhr MEZ des Vorabends bis etwa 18.15 Uhr MEZ des aktuellen Tages, am Wochenende von Freitag 18.25 Uhr bis Montag 18.15 Uhr MEZ. Im Vergleich zu anderen Euro-Zahlungssystemen bietet euroSIC damit ausserordentlich lange Öffnungszeiten. Seltene Abweichungen führt die jährlich erscheinenden Verarbeitungs- und Valutaregelung auf, ebenso wie die offiziellen Bankfeiertage.
Dabei fungiert die Universalbank Swiss Euro Clearing Bank GmbH (SECB) mit Sitz in Frankfurt am Main als Systemmanagerin, die durch ihre Mitgliedschaft an den Euro-Zahlungssystemen TARGET2 sowie STEP1 und STEP2 der Euro Banking Association die Verbindung zur Europäischen Union sicherstellt. Die SECB wurde als Gemeinschaftswerk des Finanzplatzes Schweiz im Jahr 1998 gegründet und erhielt eine Vollbanklizenz. Sie nahm den Bankbetrieb am 1. Januar 1999 auf. Geschäftszweck der SECB ist die Bereitstellung der Verbindung zu den wichtigsten EURO-Clearingsystemen sowie die Abwicklung des Zahlungsverkehrs in EURO, primär für Banken und Finanzinstitute aus der Schweiz und aus Liechtenstein, aber auch aus anderen Ländern.
In ihrer Rolle als Zahlungsverkehrsbank für Banken agiert die SECB als Korrespondenzbank für diese Institute, ist jedoch gleichzeitig als System-Manager des in der Schweiz durch die SIX Interbank Clearing AG betriebenen euroSIC mit der Kontrolle und Überwachung dieses Systems beauftragt. Darüber hinaus agiert sie als Liquiditäts-Manager für das System und als Settlement-Agent für die Systemteilnehmer.
euroSIC dient der SECB als Abwicklungs- und Verrechnungssystem für EURO-Zahlungen innerhalb der Schweiz und grenzüberschreitend. Es basiert auf dem schweizerischen Interbank-Zahlungssystem SIC für Schweizer Franken Zahlungen und beinhaltet daher alle Funktionen eines RTGS-Systems.
Seit 2019 ist die Bank eine 100% Tochtergesellschaft der SIX Group AG.